# Nomadini
Nomadini is een geslachtengroep van de Apidae.

## Taxonomie
Het volgende geslacht wordt bij de geslachtengroep ingedeeld:
- Nomada Scopoli, 1770